# Cerkev Rožnovenske Matere Božje, Ljubljana (Šmarna gora)
Cerkev Rožnovenske Matere Božje je romarska cerkev na Šmarni gori pri Ljubljani.
Cerkev je bila postavljena na začetku 18. stoletja v baročnem slogu na mestu stare gotske romarske cerkve. Zgradil jo je ljubljanski stavbenik Gregor Maček starejši. Velika osmerokotna ladja in manjši kvadratni prezbiterij se lepo povezujeta v enoten cerkveni prostor, pokrit z dvema kupolama. Cerkev ima pet oltarjev. S freskami je cerkev poslikal slovenski slikar Matevž Langus, ki je z iluzionističnim načinom slikanja poskušal realni cerkveni prostor odpreti v nadzemskega.

## Zgodovina
Šmarna gora je imela že v prazgodovini obramben in kulten značaj. Na vrhu gore so našli sledove prazgodovinske naselbine; tu so imeli strateško utrdbo Rimljani, ki so goro imenovali Mons Cetius.
Ime Šmarna gora je nastalo iz sv. Marijina gora v času, ko je bilo na gori že Marijino svetišče in božja pot. Listina iz leta 1216 govori o Albertu de Marienberchu, ki je imel na gori grad s kapelo, v katero so se zgrinjali romarji. Z dovoljenjem oglejskih patriarhov so romarji na gori dobivali odpustke; z listino iz leta 1314 je oglejski patriarh Ottobuono di Razzi obnovil odpustke za romarje; takih obnovitev je bilo kasneje še mnogo. Leta 1419 se v listini prvič pojavlja Marijina bratovščina, ki se je kasneje preimenovala v roženvensko bratovščino.
Enoladijska cerkev je bila za velik obisk romarjev premajhna in leta 1432 so ji prizidali drugo cerkveno ladjo. Gotska dvoladijska cerkev je imela devet oltarjev. V sedemdesetih letih 15. stoletja so jo obzidali z visokim obrambnim obzidjem s stolpi in skladišči. Postala je zatočišče prebivalcev, sosednja Grmada pa signalna točka za sporočanje turške nevarnosti. Cerkev so potem še večkrat predelali. Obisk romarjev je bil velik. Leta 1707 so ob pregledu cerkvenih financ ugotovili, da omogočajo gradnjo nove cerkve.

## Sedanja zgradba
Današnjo baročno stavbo je v letih 1711-12 postavil Gregor Maček starejši. Cerkev ima centralno zasnovo, ki je zlasti primerna za romarske cerkve, ker romarjem omogoča gibanje. Cerkev je sestavljena iz večjega, (v tlorisu) osmerokotnega ladijskega prostora in manjšega kvadratnega prezbiterija s prisekanimi vogali; oba prostora sta prekrita s kupolama. Na južni strani je prezbiteriju prizidana zakristija. Nizek zvonik stoji samostojno, zanj je bil uporabljen jugovzhodni obrambni stolp.
Tri zahodne stranice osmerokotne ladje so uporabljene za tri vhode; na nasprotni strani vodi skozi vzhodno stanico slavoločna odprtina v prezbiterij z glavnim oltarjem; preostale štiri stranice osmerokotnika imajo v steno izdolbene niše za štiri stranske oltarje. Oltarne niše so zgoraj zaključene z loki ob straneh pa z vogalnimi pilastri, ki imajo na stikih z loki manjše kapitele. Tudi stiki obodnih sten so okrašeni s pilastri, ki se zgoraj povezujejo z dvojnim profiliranim venčnim zidcem, enako pa je členjen tudi prezbiterij. Pilastri s kapiteli krasijo tudi robove slavoločne odprtine. Posebej je okrašen vhod v zakristijo, ki je pravzaprav glavni portal stare cerkve.
Nad opisanim spodnjim delom prostora je svetlobni del s pravokotnimi okni, ki se zgoraj zaključuje (tako v ladji kot prezbiteriju) z zgornjim venčnim zidcem, nad katerim se začenjata osemlistni kupoli. Ladijska kupola s premerom 14 m ima vse segmente (liste) enake, medtem ko so pri kupoli prezbiterija segmenti nad stranicami kvadrata širši od štirih vmesnih nad prisekanimi vogali.
V vhodnem delu ladje ja nad vhodi postavljen pevski kor, ki ga nosita dva toskanska stebra. Tla prezbiterija so za stopnico višja od ladijskih tal.
Na zunanji strani je zgradba enostavna, gladka, le vogali ladje in prezbiterija so poudarjeni z lizenami, ki se zgoraj in spodaj povezujejo in ustvarjajo okvire. Trije vhodni portali so izdelani iz peščenjaka; glavni je okrašen z burduro z rastlinskimi motivi; na prekladi je letnica 1714.

## Poslikave notranjosti cerkve
Glavni okras je cerkev dobila v štiridesetih letih 19. stoletja, ko jo je s freskami poslikal slovenski slikar Matevž Langus. Čeprav je bil barok že zdavnaj mimo, je nadaljeval baročni slikarski princip odpiranja realnega cerkvenega prostora v nadzemeljskega.
Langus je najprej poslikal prezbiterij in glavni oltar (1842), ki v tej cerkvi ni kiparsko delo ampak je, z izjemo Matere božje na prestolu, naslikan na steno, sezidano za oltarno mizo nekoliko pred zadnjo stranico prezbiterija, tako da lahko verniki oltar obhodijo. Okrog Marijinega prestola je Langus naslikal stebriščno arhitekturo; v naslikanih nišah stojijo ob straneh apostoli (na evangelijski strani) Peter in Pavel ter (na listni strani) Janez Evangelist in Jakob. V atiki je naslikano Marijino kronanje. Kupola prezbiterija je dekorativno poslikana z iluzionistično lanterno v temenu, v okvirih pa so upodobljeni na desni oznanjenje, na levi Marijina zaroka in nad slavolokom Brezmadežna.
Poslikava ladijske kupole (1846/47) je kompozicijsko razdeljena na tri krožne pasove: zunanji »zemeljski« pas, srednji pas z Marijinim sorodstvom in starozaveznimi očaki ter notranji pas s prebivalci nebes. Glavni prizor se nahaja na vzhodnem delu kupole: angeli dvigajo Marijo iz sarkofaga proti nebu, kjer jo pričakuje množica angelov, Kristus s križem, Bog Oče z zemeljsko kroglo v roki in (v središču zlatega polja) sveti Duh v obliki goloba. V zemeljskem pasu Marijo s pogledi spremljajo: klečeči Marija Magdalena in Marta in na vsaki strani po trije apostoli. Na zahodni strani zemeljskega pasu so (na obeh straneh orgel) naslikani tudi slovenski častilci v narodnih nošah; dokumentarno je zanimiv del levo od orgel, kjer je slikar naslikal vodiškega župnika Jerneja Arka (duhovnik v rokétu), ki je poslikavo naročil, šmarnogorskega ekspozita Antona Jamnika in na koncu tudi sebe s paleto; slikar se naslanja na kamen, na katerem so navedena omenjena imena in letnice poslikave.
Freske v prezbiteriju je že leta 1887 preslikal kamniški slikar Matija Koželj. Ob oknih je dodal še upodobitve štirih evangelistov, dalje sv. Dominika, ki prejema od Marije z Jezusom rožni venec, in Marijo, ki izroča sv. Simonu Stocku škapulir.
- Notranjost ladje, pogled proti prezbiteriju
- Notranjost ladje, pogled proti zadnjemu delu ladje
- Poslikava ladijske kupole v treh krožnih pasovih
- Marijino vnebovzetje na vzhodni strani kupole
- Slovenski častilci (ob spodnjem robu slike)
- Prezbiterij z glavnim oltarjem
- Kip sv. Matere Božje na prestolu
- Poslikava kupole prezbiterija
- Marijino oznanjenje v kupoli prezbiterija
- Evangelist Marko, Marija izroča Simonu Stocku škapulir
- Evangelist Janez na steni prezbiterija

## Oltarji in oprema
Cerkev ima glavni oltar v prezbiteriju in štiri stranske oltarje v ladji. Prvotna baročna oprema se ni ohranila, v 19. stoletju so jo predelali ali zamenjali z novo.
Kot rečeno, je na glavnem oltarju kiparsko izdelan le osrednji del z Marijinim kipom, ki je (kot je tudi na Slovenskem v navadi za božjepotne kipe) oblečen in obdan z vencem medaljonov z reliefnimi upodobitvami petnajstih skrivnosti rožnega venca. Leta 1881 ga je izdelal podobar Jurij Tavčar iz Idrije. Nekoliko starejši je tabernakelj, delo Matevža Tomca iz Šentvida nad Ljubljano (1844), ki stoji na kamniti oltarni mizi. Tron z Marijo na njen praznik zakrijejo s sliko, na kateri Rožnovenska mati božja nad panoramo Šmarne gore izroča sv. Dominiku in sv. Katarini Sienski rožna venca.
Stranski oltarji so leseni. Prvi oltar na levi strani je posvečen Štirinajstim priprošnjikom v stiski  in drugi svetima Florijanu in Ahacu. Oltarja na desni strani sta posvečena sv. Ani in sv. Miklavžu. V tridesetih letih 19. stoletja jih je izdelal podobar Aleš Janežič iz Zaloga pri Komendi. Vse oltarne slike je naslikal kranjski slikar Gašper Luka Götzl. Leta 1876 je podobar Jurij Tavčar oltarje obnovil in istočasno predelal tudi starejšo prižnico. Imenovani podobarji so v 19. stoletju v svojih delavnicah ohranjali baročne spomine in na obrtni ravni zadovoljevali poprečen okus naročnikov.
Od ostale opreme je zgodovinsko najdragocenejše razpelo v naravni velikosti, ki je še iz stare cerkve, iz obdobja poznogotskega realizma, nekako iz dvajsetih let 16. stoletja. Križev pot je delo Dunajčana Jožefa Planka iz leta 1871. Orgle je leta 1840 izdelal Ivan Bogomir Kunad iz Ljubljane, a jih je leta 1937 močno predelala Jenkova delavnica. Kamnita plošča v cerkvi sporoča, da je bila cerkev posvečena leta 1729, posvetitev pa je opravil ljubljanski škof Feliks grof Schrattenbach.
- Oltar štirinajstih priprošnjikov
- Oltar sv. Florijana in sv. Ahaca
- Oltar sv. Ane
- Oltar sv. Miklavža
- Vhod v zakristijo (portal iz leta 1714)
- Spomenik župniku Jakobu Prešernu na pokopališču
- Notranjost tabora
- Taborsko obzidje

## Za obzidjem zunaj cerkve
Na zunanji južni steni cerkve je v niši pod poznobaročnim baldahinom postavljen lesen baročen kip Marije z Jezusom, ki je najverjetneje prvotno stal na glavnem oltarju in je veljal za milostnega.
Zunaj cerkve je ograjeno pokopališče, kjer so pokopani šmarnogorski duhovniki, med njimi Jakob Prešeren, stric pesnika Franceta Prešerna. Ob pokopališču je pokopališčna kapela Žalostne Matere božje iz začetka 17. stoletja.
Z notranje strani se na obzidje naslanjajo taborske zgradbe, znotraj obzidja sta tudi dva vodnjaka za zbiranje kapnice.
Na zunanji strani zvonika se nahaja spominska plošča Jakoba Aljaža, ki je bil rojen v Zavrhu pod Šmarno goro.